# هووتستادس‌بلادت
هووتستادس‌بلادت (Hufvudstadsbladet) پر تیراژترین روزنامه سوئدی‌زبان فنلاند است. دفتر مرکزی آن در هلسینکی واقع شده‌است.
ترجمه hufvudstad و نام روزنامه در گویش سوئدی فنلاند به روزنامه پایتخت ترجمه می‌شود.

## پیشینه
اسنادی با ارزش تاریخی متوسط نشان می‌دهد که مؤسس هووتستادس‌بلادت، آگوست شوامن است که در سال ۱۸۶۴ این روزنامه را تأسیس و اولین شماره آن را در ۵ دسامبر همین سال منتشر کرد. اسناد تاریخی رسمی اما تأیید می‌کنند که این روزنامه حداقل از ۱۸۹۰ تا اواخر قرن نوزدهم پر تیراژترین روزنامه در فنلاند بود.

## گسترش
در سال ۱۹۲۰ شرکتی برای اداره روزنامه تأسیس شد که مالک اصلی و مدیر اجرایی آن آموس اندرسون بود که بین سال‌های ۱۹۲۲ تا ۱۹۳۶ سردبیری هووتستادس‌بلادت را نیز عهده‌دار بود. بنیاد اندرسون از سال ۱۹۴۵ تاکنون مالک روزنامه است. هووتستادس‌بلادت موضعی مستقل و لیبرال دارد.
در بهار ۲۰۰۴ هووتستادس‌بلادت قالب خود را از صفحه روزنامه قطع بزرگ به روزنامه نیم‌قطع تغییر داد و در همان سال دهمین روزنامه پرتیراژ فنلاند شد. دو سال بعد در سال ۲۰۰۶ هووتستادس‌بلادت به عنوان بهترین روزنامه اروپا انتخاب شد و جایزه روزنامه اروپا را در رده مقاله‌های محلی دریافت کرد.
از اوت ۲۰۰۶ تا مه ۲۰۱۰ این روزنامه یک مجله هفتگی تمام رنگی به نام ولت با محوریت سبک زندگی منتشر کرد. از ژانویه ۲۰۱۴ هووتستادس‌بلادت یک نسخه عصرانه دیجیتالی را در بستر وب ارائه می‌کند که هر روز ساعت ۴ بعد از ظهر به روز می‌شود. یک ضمیمه هفتگی به نام چشم‌انداز (اطلاعات برنامه‌های تلویزیونی و رادیویی) روزهای پنجشنبه با روزنامه اصلی توزیع می‌شود.

## تیراژ
در سال ۱۹۰۰ تیراژ روزنامه هووتستادس‌بلادت ۱۷٬۵۰۰ نسخه بود. در دهه ۱۹۲۰ تیراژ آن از هلسینگین سانمات عقب افتاد. در سال ۱۹۹۶ تیراژ روزنامه ۵۹۲۰۶ نسخه و در سال ۲۰۱۴ تیراژ آن ۳۶۷۱۹ نسخه بود.